# مانگچکی
مانگچکی (به لاتین: Manieczki) یک روستا در لهستان است که در گمینا برودنگتسا (استان لهستان بزرگ‌تر) واقع شده‌است. مانگچکی ۱٬۱۰۰ نفر جمعیت دارد.